# Kelet-Timor a 2004. évi nyári olimpiai játékokon
Kelet-Timor a görögországi Athénban megrendezett 2004. évi nyári olimpiai játékok egyik részt vevő nemzete volt. Az országot az olimpián 1 sportágban 2 sportoló képviselte, akik érmet nem szereztek.

## Atlétika
Férfi

| Versenyző   | Versenyszám | Eredmény      | Helyezés      |
| ----------- | ----------- | ------------- | ------------- |
| Gil da Cruz | Maraton     | nem ért célba | nem ért célba |

Női

| Versenyző            | Versenyszám | Eredmény | Helyezés |
| -------------------- | ----------- | -------- | -------- |
| Aguida Fatima Amaral | Maraton     | 3:18:25  | 65.      |